# Criștioru de Sus
Criștioru de Sus – wieś w Rumunii, w okręgu Bihor, w gminie Criștioru de Jos. W 2011 roku liczyła 105 mieszkańców.